# بيسي كومولافي
بيسي كومولافي (بالإنجليزية: Bisi Komolafe)‏ (1986–2012)، هي مُمثلة ومُخرجة ومُنتجة نيجيرية. عٍُرفت أكثر عن دورها في أراموتو.

## وصلات خارجية
- بيسي كومولافي على موقع IMDb (الإنجليزية)